# Myxilla insolens
Myxilla insolens är en svampdjursart som beskrevs av Koltun 1964. Myxilla insolens ingår i släktet Myxilla och familjen Myxillidae. Inga underarter finns listade i Catalogue of Life.